# 霍华德·沃洛维兹
霍华德·约尔·沃洛维茨（英語：Howard Joel Wolowitz, M.Eng，或译霍华德·沃洛维兹），是哥伦比亚广播公司（CBS）电视剧《生活大爆炸》中一个由西蒙·黑尔贝格饰演的虚构角色。該角色與劇中其他主要角色相異之處為其無博士学位，仍與其母亲住在一起，並相信他自己是一个“情圣”。西蒙·黑尔贝格饰演的这个角色的名字来自于这个连续剧的合作编剧比尔·普拉迪认识的一个程序员。

## 性格
霍华德是加州理工应用物理系的一名犹太裔航空航天工程师，经常和最好的朋友拉杰什·库斯拉帕里（昆瑙·纳亚尔饰）一起去伦纳德伦纳德·霍夫斯塔特（约翰尼·盖尔克奇饰），谢尔顿·库珀（吉姆·帕森斯饰）的公寓。第一季的“平底锅煎饼异常”这一集里提到过他生于1981年。
霍华德理的是一个碗状的发型，倾向于穿类似于上世纪60年代那种张扬风格的衣服，在别得有各种徽章的高翻领或者衬领的外面穿一件V领衫或者T恤，并且总是穿紧身裤。他同时也很喜欢特别的腰带扣，包括任天堂手柄，银色的蝙蝠侠标志，镶嵌了45转唱片，或者“克林贡”通讯器或者闪电侠等等样式的。和他的朋友们一样，霍华德也是漫画和超级英雄的忠实粉丝。很明显霍华德一个人出门时喜欢骑他的伟士牌小摩托。
除了英语和意第绪语，霍华德还会流利的法语、汉语、俄语、阿拉伯语和波斯语，以及来自《星际迷航》系列的人造语言克林贡语，他甚至也會比手語。虽然剧集里提到霍华德会说这些语言，编剧并没有深究他到底有多熟练。有一次，伦纳德，谢尔顿和拉杰去他们常去的那个中餐馆时，侍应生称霍华德为“你们那个自以为会说汉语的烦人朋友”。在第三季“珍贵的碎片”这一集中，他也展现了他对于J·R·R·托尔金的魔戒系列小说中精灵语的了解。
霍华德觉得他自己是一个很受女性欢迎的人，而且只要有女生在场就会说出一些很无礼的搭讪台词。霍华德描述自己是一个浪漫的人，虽然他其实常常说得太过露骨，用佩妮的话说就是恶心。霍华德在女人的问题上可以算是饥不择食，无论是恐龙还是老太婆都来者不拒，但是后来遇到伯纳黛特后意识到自己不可能再碰上这样的女孩子，举止就开始大为收敛。
和佩妮一样，霍华德也不喜欢谢尔顿的很多怪癖。但他已经习以为常了。有一次佩妮问他和拉杰是怎么和谢尔顿成为朋友的，他简单地回答：“我们喜欢伦纳德。”
霍华德对花生过敏，而且足以威胁到他的生命。剧集里同样提到过他有心律不齐。霍华德家里有很厉害的心脏病史，按照他的话说：“我的家族史就是一部心脏病史。”
霍华德对自己很骄傲的一点是他的身体脂肪率只有3%，说到这个的时候拉杰曾形容他“就像一个人形鸡翅”。
虽然霍华德是个犹太人，但是他对于信仰并不是非常虔诚，也并不坚守犹太教的饮食教规。例如，他和大家一样吃猪肉，而当大家最喜欢的中餐馆里的猪肉涨价时他说“当个坏犹太人越来越难了”。 还有一次，当霍华德试图约谢尔顿的妹妹米茜时，他说如果宗教有妨碍的话他会用猪排砍翻他的拉比。他和信天主教的女孩伯纳黛特交往的原因之一就是相信伯纳黛特的信仰会惹毛他老妈把她气死（自己就能解脱了）。虽然如此，霍华德还是表现出一些信仰，比如当他和拉杰打扮成哥特范去夜店泡妞时在手臂上戴了假纹身袖套，但是坚决拒绝真的去纹身，这样他死后还是可以被埋葬在犹太公墓。谢尔顿批评过他在犹太教日不能和大家一起玩《光晕》，这证明他有时也参加宗教活动。
在“草药花园发芽”这一集中，伯纳黛特答应了他的求婚，他们两个正式订婚了。伯纳黛特拿到博士学位后被一家大型制药公司高薪聘用，开始像养二奶那样对待霍华德，这使得他心里很不是滋味。

## 家庭
霍华德很出名的一点是他仍然和他母亲住在一起。他母亲常常会忽略他作为一个成年人所获得的成就，并且经常把他当成一个孩子，像一个普通的犹太母亲那样念叨。沃洛维茨夫人从未在屏幕上现身，但当霍华德在家里时或者他们俩通电话时，观众可以听到她的声音。她和霍华德讲话时总是大声吼叫，导致霍华德也得向她吼回去，变成一种很尴尬的远距离谈话的样子。她让霍华德在家里的生活非常难受，霍华德因此叫他“疯老婆子”。但是在“同居方程”这一集里，霍华德暂时搬去和伯纳黛特一起住时，却表现出他在某种程度上喜欢被“母亲”照顾。他母亲在“订婚反应”一集中在厕所内昏倒，霍华德在情急下破门而入（结果撞伤了自己的左胳膊肘）并且硬是把体态超重的母亲抬到了医院，按照他自己的说法：“当我鼓起勇气给她穿上裤子后，我就势不可挡了”。
在“珍贵的碎片”这一集里，霍华德提到过在他11岁时他的父亲离开了这个家庭。他的母亲给他买了一个ALF玩偶来帮助他渡过那段难过的日子。当霍华德在车库销售的箱子里发现一个类似的玩偶时，他开始像他还是11岁时一样说话，让玩偶找到他的爸爸并带他回家。这让佩妮（通常情况下觉得霍华德很恶心而且避免和他说话）感到同情。这一精神创伤以及在整个青春期缺少父爱可能就是霍华德很多行为的根源所在。在劇中，觀眾們只看得到霍华德的一位親人，他同父異母的弟弟（在S8EP17中出現）。

## 工作
和伦纳德，谢尔顿，拉杰不同的是，霍华德没有一个PhD，而且有时会因此被大家，特别是谢尔顿嘲笑。他总是辩解说他有一个MIT的硕士学位。因为他没有PhD，盖博豪瑟教授称呼他为“先生”，但称呼他们的朋友们则是博士。
剧集里常常见到霍华德在制作NASA的任务以及国际空间站裡会需要的设备，虽然很多时候他并不怎么用心。
在第一集里，霍华德提到过他在做一个环绕木星其中一个卫星拍摄高分辨率照片的卫星。
霍华德曾经参与过火星车项目，于是邀请了他的约会对象，斯蒂芬妮·巴内特医生，到秘密设施去驾驶它。但是火星车卡在了火星上的一条沟渠里，于是霍华德那个晚上一直在和谢尔顿以及拉杰试图挽救这个错误。当他们的努力宣告失败后，他决定删除监视器硬盘上的数据来掩盖他的所做所为，但结果是火星车在沟渠里发现了火星上有生命的证据。 霍华德曾有机会进入国防部一个研发装备激光的侦察卫星的小组，但是FBI派了一个探员来调查时，谢尔顿把漫游车的这个事说漏嘴了，于是他没有得到安全许可。
还有一次是霍华德在研发一个用于国际空间站的零重力人类废物清除系统，说实话那就是一个“太空厕所”。这个系统上天后霍华德才反应过来它结构脆弱，然后再一次地召集他的朋友们来帮助解决这个问题。但是解决方案并不成功。
作为他一帮物理学家朋友里唯一的一个工程师，他把自己认定为小型手工项目领导的角色。他是他们设计用于参加机器人格斗比赛的杀手机器人“M.O.N.T.E”的主要制作者。这个机器人在一场非正式比赛中被巴里·克里普奇自己的机器人“克里普克毁灭者”摧毁了。
第四季第一集里，霍华德为国际空间站开发了一只机械手。在意识到这只机械手与人手的高度相似性后，他用这只手去自慰，但小霍华德却被卡住了。他叫伦纳德和拉杰来帮忙，但他们都不愿意去“接触”小霍华德，把它从机器手里解救出来。霍华德不敢用电脑控制机械手，因为机械手以为它拿的是一个螺丝刀并且会开始拧。最终伦纳德和拉杰带霍华德去了医院，接待的护士没有管霍华德的恐惧直接关掉了电脑，解救了他。这一集的最后一个场景暗示霍华德又一次用机械手自慰并导致了同样的结果。
霍华德应该是四个人里面动手能力和机械天赋最高的一个。从制作M.O.N.T.E.可以看出他会焊接，电子学以及布线。
霍华德将作为国际空间站第31远征队的随队专家进入太空，并且得到了“果脆圈（Froot Loops）”的宇航员绰号。

## 关系
霍华德一直被描述为这几个主角里最性饥渴的一个。他对于女性的兴趣与年龄高低和吸引力大小是无关的，他也喜欢和对方尝试新鲜的东西（除了一次，当普林顿博士和伦纳德，拉杰和他三个人都搞上的时候，他不希望见到他两个朋友的裸体）。
有一次他根据德雷克方程创建了一个计算他得到做爱机会概率的数学方程，其中包括了沃洛维茨系数，他定义其为“需求度乘以衣服紧身度的平方”。他声明“我是一个饥渴的工程师……对于数字和做爱 我从不玩笑”。
霍华德接近女人的方法有很多，包括魔术，扑克魔术，腹语术，以及来自《把妹攻略》里的一些技巧，包括炫耀和否定。
和伦纳德、拉杰一样，霍华德也试着去向谢尔顿的双胞胎姐姐米茜搭讪。但是他被拒了。
凯蒂·萨霍夫在“复仇公式”这一集里饰演她自己，作为霍华德的梦中情人。第四季的时候她再次扮演了同样角色。
从剧集的一开始，霍华德就表现出对佩妮的兴趣，但佩妮一直拒绝他。在霍华德又一次失败的接近后，佩妮直接了当地说出了霍华德对待女性的方式是错误的。这对霍华德影响很大，让他很沮丧，不去上班并呆在家里。当佩妮去道歉时，霍华德告诉她他以前的恋爱经历，佩妮表现出对他的一些同情；在她安慰的话语之后，霍华德试着去吻她，但反被一拳打在脸上。这些事之后，佩妮觉得他们之前已经“两清”了，但霍华德觉得他和佩妮“会发生因同情而引发的性爱”。
霍华德曾经和莱斯利·温克尔当过一段时间炮友，并给他带来了包括性爱在内的一些好处。 不过当莱斯莉甩了他时他依然感到沮丧。为了让霍华德振作起来，伦纳德、拉杰带他去了拉斯维加斯，并为他雇了一个假装成犹太裔女朗的妓女，为此霍华德很生气，但是一听说伦纳德和拉杰已经替他付了钱就马上翻脸变成欣喜万分。
当大家坐火车去参加旧金山的一个研讨会时，霍华德有机会和萨摩·格拉（饰演她自己）聊天。但他向这位女演员搭讪的尝试失败了，虽然是在一个封闭空间里而且是连续几个小时。
有一次霍华德和伦纳德、拉杰出去野营，三个人都因为吃了混有某种迷幻药的饼干而变得异常亢奋。霍华德透露他的初夜是和他的远房表妹简妮在他叔叔的葬礼上发生的。伦纳德和拉杰因此不停地嘲笑他。
虽然霍华德喜欢女性是不可争辩的事实，但仍然有人说他和拉杰是同性恋。剧集里是由伦纳德的母亲，贝芙莉·霍夫斯塔特博士指出的。她的原话是：“假装同性结婚。”拉杰和霍华德在剧集里有多次争吵，拉杰经常指责霍华德为任何一个仅仅是有一点好看的人就抛下他不管，此外在这些争吵中他总是表现得像个女生。
最近他和伯纳黛特·罗斯滕科夫斯基（梅丽莎·劳奇饰）谈恋爱。伯纳黛特是佩妮介绍给霍华德的，她在做服務生打工来维持她的微生物研究生学业。一开始他们俩并不是很合得来，因为似乎没有共同语言。不过后来他们发现彼此都有一个令人无法忍受的媽妈，于是在惹怒媽媽這點上有了共鳴。霍华德信犹太教的母亲和伯纳黛特信基督教的母亲发现彼此的小孩在约会；他们两个的初夜也都是在丰田里度过的。后来，霍华德意识到伯纳黛特是发展一段稳固关系的机会，于是很冲动地向她求婚了。虽然伯纳黛特拒绝了他，他们在一段时间内还是维持着情侣关系，但最后他们还是分手了。  现在伦纳德和霍华德经常取笑拉杰还是单身。在“普林顿刺激”这一集里，霍华德遮遮掩掩地提到他和伯纳黛特几个星期前分手了，但“直到正确的时间”才提到这件事。后来大家知道他们分手是因为伯纳黛特撞见霍华德在魔兽世界里和“巨魔葛林新蒂”做爱。这一集的结尾，霍华德和伯纳黛特讨论了他们俩之间的问题，并决定他们的感情从头开始。 在“草药园发芽”这一集里，霍华德当着他的朋友们的面再次向伯纳黛特求婚，她终于接受了。这让拉杰很失望（他已经开始对伯纳黛特有好感了）。
第四季里，乔治·竹井饰演他自己，与伯纳黛特和凯蒂·萨霍夫有一场想象中的对话，其中提到霍华德除了和伯纳黛特的关系，还有潜在的同性恋货币。之前的剧集里伦纳德的母亲也指出过他对于拉杰有这样的感觉。